# Cuba si
Pour plus de détails, voir Fiche technique et Distribution.
Cuba si est un documentaire français réalisé par Chris Marker et sorti en 1963. 
Frappé d'interdiction totale en 1961, il obtint un visa d'exploitation tous publics en 1962. 

## Synopsis
À l'occasion du premier anniversaire de la révolution cubaine, en janvier 1961, un an après l'arrivée au pouvoir de Fidel Castro, Chris Marker filme Cuba et la société cubaine, sa vitalité, ses aspirations, sa vie quotidienne.

## Fiche technique
- Titre : Cuba si
- Réalisation : Chris Marker
- Scénario : Chris Marker
- Photographie : Chris Marker
- Son : Jean Nény
- Montage : Eva Zora
- Production : Les Films de la Pléiade
- Pays :  France
- Durée : 57 minutes
- Date de sortie : France - 6 septembre 1963